# Петнисти скунксове
Петнисти скунксове (Spilogale) са род бозайници от семейство Скунксови (Mephitidae). 

## Класификация
Родът включва четири признати вида: S. gracilis, S. putorius, S. pygmaea и S. angustifrons. Ново изследване обаче предполага, че видовете може да са до седем.
| Име                                                       | Изображение | Разпространение |
| --------------------------------------------------------- | ----------- | --- |
| Западен петнист скункс (Spilogale gracilis) Merriam, 1890 |             | Западните Съединени щати, северно Мексико и югозападна Британска Колумбия, Канада |
| Петнист скункс (Spilogale putorius) Линей, 1758           |             | Северно-централни до южно-централни и югоизточни Съединени щати (до река Охайо); малки райони на Канада (югоизточна Манитоба, северозападно Онтарио) и Мексико (североизточно близо до брега на Персийския залив) |
| Петнист скункс джудже (Spilogale pygmaea) Thomas, 1898    |             | Тихоокеанското крайбрежие на Мексико |
| Южен петнист скункс (Spilogale angustifrons) Howell, 1902 |             | Мексико, Гватемала, Хондурас, Ел Салвадор, Никарагуа, Коста Рика и Белиз |